# Guinea az 1992. évi nyári olimpiai játékokon
Guinea a spanyolországi Barcelonában megrendezett 1992. évi nyári olimpiai játékok egyik részt vevő nemzete volt. Az országot az olimpián 2 sportágban 8 sportoló képviselte, akik érmet nem szereztek.

## Atlétika
Férfi
| Versenyző         | Versenyszám | Előfutam | Előfutam | Előfutam | Negyeddöntő | Negyeddöntő | Negyeddöntő | Elődöntő | Elődöntő | Elődöntő | Döntő   | Döntő    |
| Versenyző         | Versenyszám | Idő      | Hely.    | Össz.    | Idő         | Hely.       | Össz.       | Idő      | Hely.    | Össz.    | Idő     | Helyezés |
| ----------------- | ----------- | -------- | -------- | -------- | ----------- | ----------- | ----------- | -------- | -------- | -------- | ------- | -------- |
| Soriba Diakité    | 100 m       | 11,10    | 6.       | 63.*     | kiesett     | kiesett     | kiesett     | kiesett  | kiesett  | kiesett  | kiesett | kiesett  |
| Amadou Sy Savané  | 200 m       | 21,86    | 7.       | 55.      | kiesett     | kiesett     | kiesett     | kiesett  | kiesett  | kiesett  | kiesett | kiesett  |
| Amadou Sy Savané  | 400 m gát   | 54,26    | 7.       | 41.      |             |             |             | kiesett  | kiesett  | kiesett  | kiesett | kiesett  |
| Mohamed Sy Savané | 800 m       | 1:51,80  | 5.       | 44.      |             |             |             | kiesett  | kiesett  | kiesett  | kiesett | kiesett  |
| Mohamed Sy Savané | 1500 m      | 3:51,96  | 9.       | 39.      |             |             |             | kiesett  | kiesett  | kiesett  | kiesett | kiesett  |

| Versenyző      | Versenyszám | Selejtező             | Selejtező             | Döntő    | Döntő    |
| Versenyző      | Versenyszám | Eredmény              | Helyezés              | Eredmény | Helyezés |
| -------------- | ----------- | --------------------- | --------------------- | -------- | -------- |
| Soriba Diakité | Távolugrás  | érvényes ugrás nélkül | érvényes ugrás nélkül | kiesett  | kiesett  |

Női
| Versenyző      | Versenyszám | Előfutam      | Előfutam      | Előfutam      | Negyeddöntő | Negyeddöntő | Negyeddöntő | Elődöntő | Elődöntő | Elődöntő | Döntő   | Döntő    |
| Versenyző      | Versenyszám | Idő           | Hely.         | Össz.         | Idő         | Hely.       | Össz.       | Idő      | Hely.    | Össz.    | Idő     | Helyezés |
| -------------- | ----------- | ------------- | ------------- | ------------- | ----------- | ----------- | ----------- | -------- | -------- | -------- | ------- | -------- |
| Aminata Konaté | 100 m       | 12,33         | 7.            | 47.           | kiesett     | kiesett     | kiesett     | kiesett  | kiesett  | kiesett  | kiesett | kiesett  |
| Oumou Sow      | 200 m       | nem ért célba | nem ért célba | nem ért célba | kiesett     | kiesett     | kiesett     | kiesett  | kiesett  | kiesett  | kiesett | kiesett  |

* - egy másik versenyzővel azonos időt ért el

## Cselgáncs
Férfi
| Versenyző        | Versenyszám  | Selejtező                         | 32-es főtábla                    | Nyolcaddöntő      | Negyeddöntő       | Elődöntő          | Vigaszág első kör              | Vigaszág nyolcaddöntő | Vigaszág negyeddöntő | Vigaszág elődöntő | Bronz- mérkőzés   | Döntő             | Helyezés |
| Versenyző        | Versenyszám  | Ellenfél Eredmény                 | Ellenfél Eredmény                | Ellenfél Eredmény | Ellenfél Eredmény | Ellenfél Eredmény | Ellenfél Eredmény              | Ellenfél Eredmény     | Ellenfél Eredmény    | Ellenfél Eredmény | Ellenfél Eredmény | Ellenfél Eredmény | Helyezés |
| ---------------- | ------------ | --------------------------------- | -------------------------------- | ----------------- | ----------------- | ----------------- | ------------------------------ | --------------------- | -------------------- | ----------------- | ----------------- | ----------------- | -------- |
| Mamadou Bah      | Légsúly      | erőnyerő                          | Nazim Hüseynov (EUN) · 0000-1000 |                   |                   |                   | Orlin Ruszev (BUL) · 0000-1000 | kiesett               | kiesett              | kiesett           | kiesett           |                   | 17.      |
| Sekou Camara     | Váltósúly    | Patrick Matangi (ZIM) · 0000-0010 | kiesett                          | kiesett           | kiesett           | kiesett           |                                |                       |                      |                   |                   |                   | 34.      |
| Mohamed Doukouré | Félnehézsúly | erőnyerő                          | Jiří Sosna (TCH) · 0000-1100     | kiesett           | kiesett           | kiesett           |                                |                       |                      |                   |                   |                   | 21.      |